# الیس بردنیک
الیس بردنیک (اوکراینی: Бердник Олесь Павлович؛ ۲۷ نوامبر ۱۹۲۶ – ۱۸ مارس ۲۰۰۳ (۷۶ سال)) بازیگر، مقاله‌نویس، و دگراندیش اهل اتحاد جماهیر شوروی سوسیالیستی بود.
وی همچنین برندهٔ جوایزی همچون نشان برای شجاعت شده‌است.